# 哈维尔·卡沃特
哈维尔·卡沃特·杜兰（西班牙語：Javier Cabot Durán，1953年9月27日—），西班牙男子曲棍球运动员。他曾代表西班牙参加1980年和1984年夏季奥林匹克运动会曲棍球比赛，其中1980年奥运会获得一枚银牌。

## 家庭
父亲里卡多·卡沃特·博伊克斯。哥哥里卡多·卡沃特·杜兰。